# Deutsche Marine
La Deutsche Marine () è la marina militare tedesca, componente marittima della Bundeswehr. Profondamente integrata nella struttura della NATO, la sua missione è la difesa della Germania e dei suoi alleati assieme alle operazioni di peace-keeping e peace-enforcement. La marina fa risalire le proprie origini alla Reichsflotte (Flotta imperiale), costituita durante la Primavera dei popoli del 1848-52 e che per prima navigò con la bandiera nera, rossa e gialla: fondata dal democraticamente eletto Parlamento di Francoforte il 14 giugno 1848, il fallimento della rivoluzione concluse la sua breve esistenza il 2 aprile 1852; l'odierna Deutsche Marine festeggia quindi il suo anniversario proprio il 14 giugno.
Dal 1945 al 1956, i reduci della Kriegsmarine vissero nel Deutscher Minenräumdienst (German Mine Sweeping Administration, «Amministrazione tedesca per lo sminamento» nella dicitura inglese) e nelle organizzazioni che lo seguirono una sorta di stadio di transizione che permise alla futura marina di partire con una base di militari già esperti. Nel 1956, con l'entrata della Germania Ovest nella NATO, essa fu ufficialmente fondata con il nome di Bundesmarine (Marina federale). Con la riunificazione tedesca del 1990, assorbì la Volksmarine (Marina popolare) della Germania Est e diventò l'odierna Deutsche Marine.

## Storia

### La Reichsflotte e la nascita dello stato unitario tedesco
La Deutsche Marine riconosce come sua prima antecedente di marina nazionale tedesca la Reichsflotte, fondata il 14 giugno 1848 dal Parlamento di Francoforte. Al termine dell'epopea napoleonica, il Congresso di Vienna del 1814 non restaurò il Sacro Romano Impero ma sancì la nascita della Confederazione tedesca formata da 39 stati sovrani; essa non disponeva di una propria marina militare, appoggiandosi invece alla Royal Navy inglese, alla Koninklijke Marine olandese e alla Kongelige danske marine danese poiché, per ragioni dinastiche, i sovrani del Regno Unito, dei Paesi Bassi e della Danimarca erano ufficialmente enumerati fra i membri della Confederazione. Questa carenza si fece sentire nella prima guerra dello Schleswig del 1848 allorché la marina danese bloccò facilmente tutti i commerci navali tedeschi nel mare del Nord e nel mar Baltico senza che la piccola Marina prussiana potesse opporre resistenza. Sempre nel 1848, ispirati dalla Primavera dei popoli che stava infiammando l'Europa, deputati di ciascun componente della Confederazione si riunirono il 18 maggio nel Parlamento di Francoforte per scrivere la Costituzione di uno Stato unitario tedesco, denominato Deutsches Reich e offrirono la corona di imperatore di Germania al re di Prussia Federico Guglielmo IV. Il 12 giugno la dieta confederale mise a disposizione le sue finanze alla nuova assemblea, che due giorni dopo, il 14, stanziò un fondo di sei milioni di talleri per la costituzione di una marina militare al comando del principe Adalberto di Prussia e poi, quando questi fu costretto a dimettersi dal suo re, dal contrammiraglio Karl Rudolf Brommy, che in precedenza aveva servito in diverse marine militari straniere.

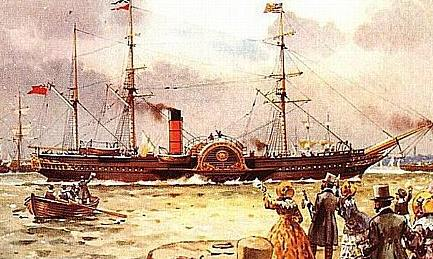
Il RMS Britannia, una delle navi acquistate nella breve esistenza della Reichsflotte e rinominata SMS Barbarossa

La Reichsflotte fu costruita da zero, dovendosi avvalere di ufficiali stranieri, come belgi e inglesi, e di navi comprate da altre potenze. La neonata forza navale giunse a contare 39 navi: 2 fregate a vela, 3 fregate a vapore, 1 corvetta a vela (la Franklin, donata dalla città di Amburgo ma rifiutata), 6 corvette a vapore e 27 cannoniere. Ebbe il suo battesimo del fuoco nella battaglia di Helgoland, tatticamente risoltasi in un nulla di fatto, senza perdite né dal lato tedesco né da quello danese.
Tuttavia Federico Guglielmo IV di Prussia rifiutò di accettare la corona tedesca, avvertendo che avrebbe comportato una limitazione dei suoi poteri, e la breve vita del Parlamento di Francoforte ebbe termine; con esso, anche la Reichsflotte fu sciolta il 31 marzo 1852, Brommy licenziato con una liquidazione di 2.500 talleri e la flotta venduta (con l'eccezione di due fregate a vapore incamerate dalla Prussia) al miglior offerente.
Il principe Adalberto, tornato in Prussia, fece tesoro dell'esperienza di Francoforte e delineò il rafforzamento della Marina prussiana, fra le altre cose fondando Wilhelmshaven (ancora oggi importante base navale della Deutsche Marine). Fu quindi posto a capo della Norddeutsche Bundesmarine, dalla sua nascita nel 1867 contemporaneamente alla Confederazione Tedesca del Nord fino alla guerra franco-prussiana del 1870-71, quando diventò Kaiserliche Marine o Marina imperiale: andò in pensione con il titolo di «principe-ammiraglio».

### Il Secondo Reich e la prima guerra mondiale
La Kaiserliche Marine conobbe uno sviluppo tumultuoso, voluto dal kaiser Guglielmo II e attuato dal ministro della Marina ammiraglio Alfred von Tirpitz (in carica dal 1894). Allo scoppio della prima guerra mondiale nel 1914, la Marina imperiale si presentava numerosa, efficiente, ben addestrata e potentemente armata, pronta allo scontro con la Royal Navy inglese; il 1º novembre 1914 le inflisse la prima sconfitta da oltre cent'anni a Coronel. La Hochseeflotte, la flotta da battaglia tedesca, tenne testa alla Grand Fleet nello battaglia dello Jutland. La Germania imperiale fu inoltre pioniera nel campo dei sommergibili varando una flotta di U-Boote che condussero per primi una guerra sottomarina indiscriminata contro le linee di rifornimento alleate durante la prima battaglia dell'Atlantico. Nell'autunno 1918 la situazione militare della Germania era divenuta insostenibile e la sconfitta si profilava all'orizzonte; sotto i colpi della fame e delle tremende perdite umane, il fronte interno si era sgretolato e idee rivoluzionarie si diffondevano fra la popolazione civile e i soldati di guarnigione in patria. Fu in questo clima che il 24 ottobre 1918 l'ammiraglio Franz von Hipper decise di impegnare la flotta in un'ultima furibonda battaglia nel canale della Manica, inevitabilmente destinata a un sanguinoso fallimento. I marinai della base di Wilhelmshaven rifiutarono di sacrificarsi invano, così vicini alla fine della guerra, e si ammutinarono: è l'inizio della rivoluzione di novembre che in pochi giorni porterà all'abdicazione del kaiser Guglielmo II e all'armistizio di Compiègne. Le clausole armistiziali prevedevano l'internamento della flotta tedesca (con la fine della monarchia rinominata Vorläufige Reichsmarine, «marina provvisoria») a Scapa Flow e la successiva spartizione fra le potenze vincitrici. L'ammiraglio Ludwig von Reuter, comandante della Hochseeflotte prigioniera, pianificò invece l'autoaffondamento delle navi, eseguito il 19 giugno 1919. 

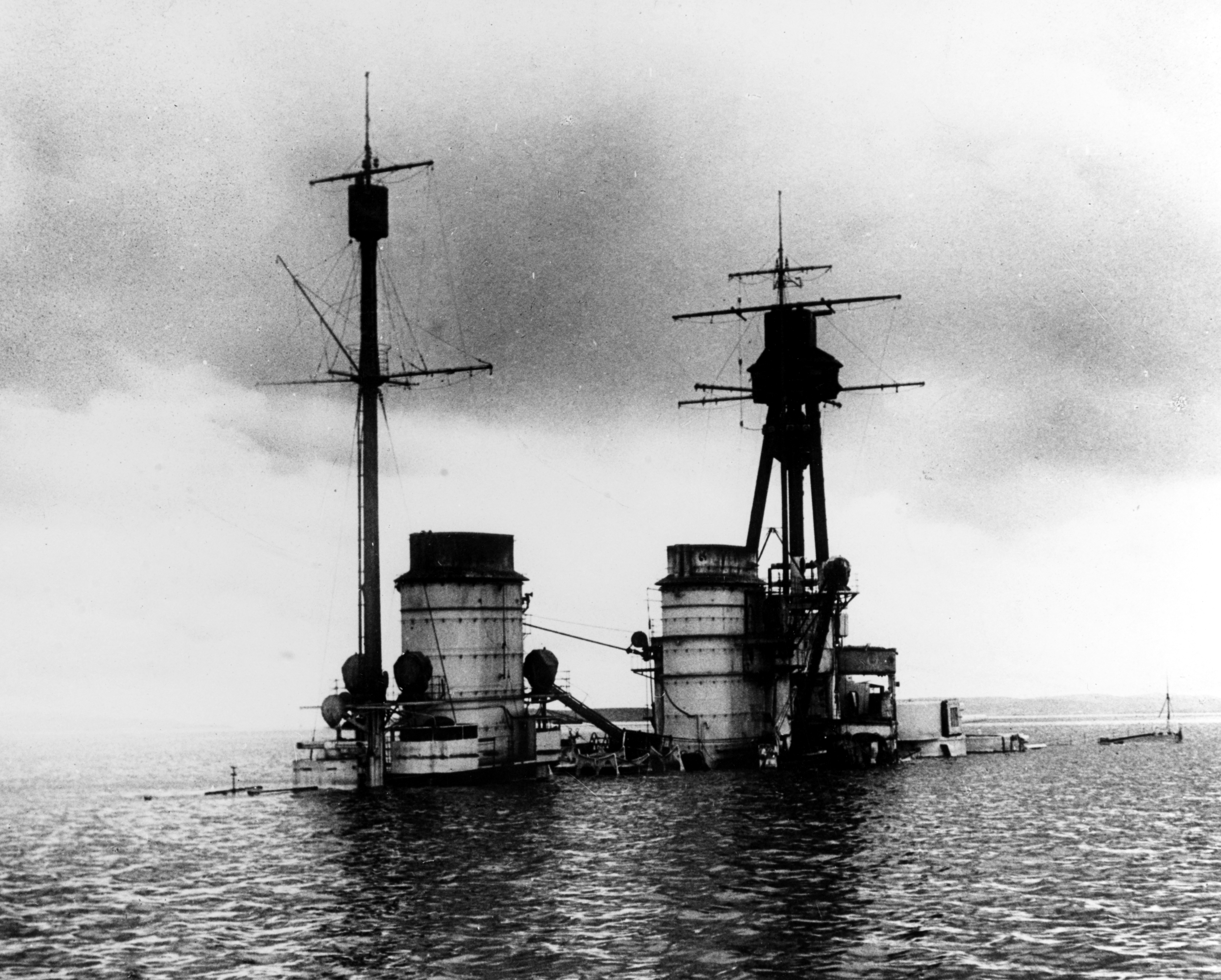
Come gran parte della flotta internata, lo SMS Hindenburg si è auto-affondato a Scapa Flow nel 1919 e solo le sovrastrutture restano sopra il livello dell'acqua

Le clausole navali del trattato di Versailles imponevano alla Repubblica di Weimar una pesante limitazione della forza navale tedesca, denominata Reichsmarine: poteva schierare al massimo 15.000 uomini, 6 navi da battaglia da massimo 10.000 tonnellate, sei incrociatori, 12 cacciatorpediniere e 12 motosiluranti; proibiti invece sommergibili e ogni forma di aviazione navale, in pratica vietando la costruzione di portaerei. Infine, qualsiasi nuova unità poteva essere varata solo per sostituire una vecchia.

### Gli anni fra le due guerre e il secondo conflitto mondiale
Fin da subito, ben prima dell'ascesa al potere del nazionalsocialismo, tuttavia, la Marina di Weimar si rafforzò portando avanti un programma clandestino. Tramite fantomatiche aziende private di facciata, furono installati un ufficio di ricerca sugli U-Boote nei Paesi Bassi e uno sui siluri in Svezia. Nel 1931 entrò in servizio - provocando un certo attrito con Francia e Regno Unito, che si videro minacciati - il Deutschland, un innovativo incrociatore pesante o corazzata tascabile.
Il 15 novembre 1932 (cioè due mesi prima della salita al potere di Adolf Hitler, avvenuta il 30 gennaio 1933) il governo tedesco autorizzò un ambizioso piano di riarmo navale che includeva sommergibili, aerei e portaerei, in aperta violazione del Trattato; questo processo ebbe un'imponente accelerata con l'instaurarsi del regime nazionalsocialista che nel 1935 cambiò il nome della Reichsmarine in un inequivocabile Kriegsmarine o «marina da guerra» in lingua italiana, lasciando pochi dubbi sulla propensione bellica del nuovo regime. Nel medesimo anno, la Germania stipulò con il Regno Unito l'accordo navale anglo-tedesco, che emendava le restrizioni armistiziali con nuove, e più larghe, concessioni per la dimensione della flotta tedesca. I rimanenti anni dell'anteguerra furono consumati da un'intensa opera di costruzione, che vide il culmine con la formulazione del sontuoso (e irrealizzato) piano Z nel 1939. Lo scoppio del secondo conflitto mondiale interruppe questi piani di grandeur, ma che comunque portarono al varo di grandi unità come il Bismarck, e costrinse la Kriegsmarine a una guerra generalmente di corsa, tesa principalmente a interrompere i flussi di rifornimenti più che a offendere le preponderanti flotte militari avversarie. I due principali teatri marittimi in cui fu impegnata la Kriegsmarine furono, ma non esclusivamente, l'Atlantico e il Mediterraneo, alle cui voci si rimanda per una trattazione estesa delle vicende che li caratterizzarono; ruolo preponderante ebbe la componente sommergibile, denominata U-Boot: il primo ministro Winston Churchill affermò nelle sue memorie «L'unica cosa che mi abbia davvero spaventato durante la guerra è stata la minaccia degli U-Boot».

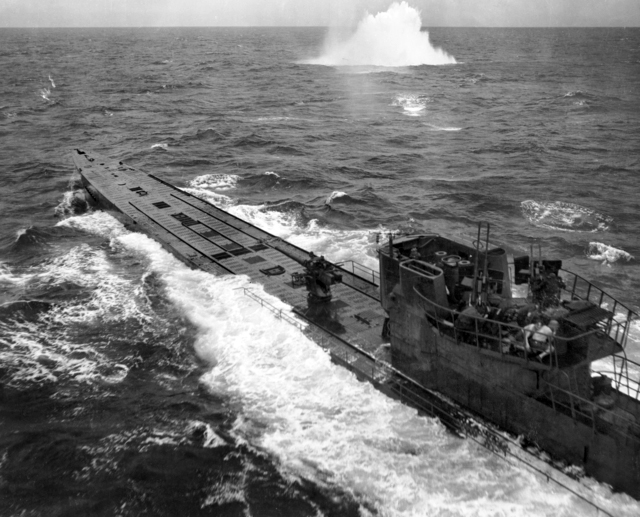
1943: un U-Boot (U-848) sotto attacco di un bombardiere B-24 Liberator durante la battaglia dell'Atlantico

Gli avanzamenti tecnologici operati dalle forze navali alleate, la schiacciante superiorità di uomini, aerei e navi determinata dall'ingresso nel conflitto degli Stati Uniti e i rovesci subiti sui fronti di terra, determinarono nella fase finale del conflitto la sconfitta pressoché inappellabile della Kriegsmarine: al 6 giugno 1945, data della fine della maggior parte delle operazioni militari in Europa, restavano a galla solo due unità maggiori (gli incrociatori leggeri Nürnberg e Prinz Eugen), una dozzina di cacciatorpediniere, un pugno di naviglio minore (fra cui il veliero Horst Wessel, requisito dagli statunitensi e a tutt'oggi usato come nave scuola della guardia costiera americana con il nome di USCGC Eagle) e 156 U-Boot, fra cui alcuni del modernissimo e rivoluzionario Tipo XXI (prototipo di tutti i futuri sottomarini), in gran parte demoliti durante l'operazione Deadlight. Anche queste unità navali superstiti furono spartite fra i vincitori o demolite, volendo evitare di ripetere l'errore commesso vent'anni prima con la mancata demilitarizzazione totale della Germania.

### Il dopoguerra, la guerra fredda e la situazione odierna
Tuttavia, pochissimi giorni dopo la resa tedesca, emerse il problema delle mine navali, di cui erano pericolosamente disseminati i mari del Nord e baltico, stimate in numero di 600.000 e in gran parte deposte nei sei anni di guerra dalla Kriegsmarine, ai cui reduci, sotto stretta sorveglianza della Royal Navy, fu imposto di porre rimedio. 27.000 reduci della marina tedesca, organizzati nell'Amministrazione tedesca di sminamento (traduzione arbitraria dei termini Deutscher Minenräumdienst in tedesco e German Mine Sweeping Administration in inglese) e imbarcati su 300 navi, svolsero questo difficile compito, riportando 348 morti e 10 imbarcazioni affondate, fino al 1948, allorché il corpo fu disciolto per volere dell'Unione Sovietica, la quale paventava che si trattasse di un espediente per conservare il personale della disciolta Kriegsmarine in ottica di un futuro ennesimo riarmo tedesco, stavolta in funzione anti-sovietica nell'incipiente guerra fredda. Si trattava di un sospetto non del tutto peregrino, poiché nel 1956, con l'ingresso ufficiale della Germania Ovest nella NATO, fu effettivamente ricostituita una marina militare tedesca, la Marine, comunemente detta Bundesmarine («Marina federale»), i cui quadri e ufficiali erano in parte tratti dagli ex sminatori, quindi da veterani della flotta nazista. Analogo processo si svolse nella Germania Est con la costituzione della Volksmarine («Marina del popolo»). 

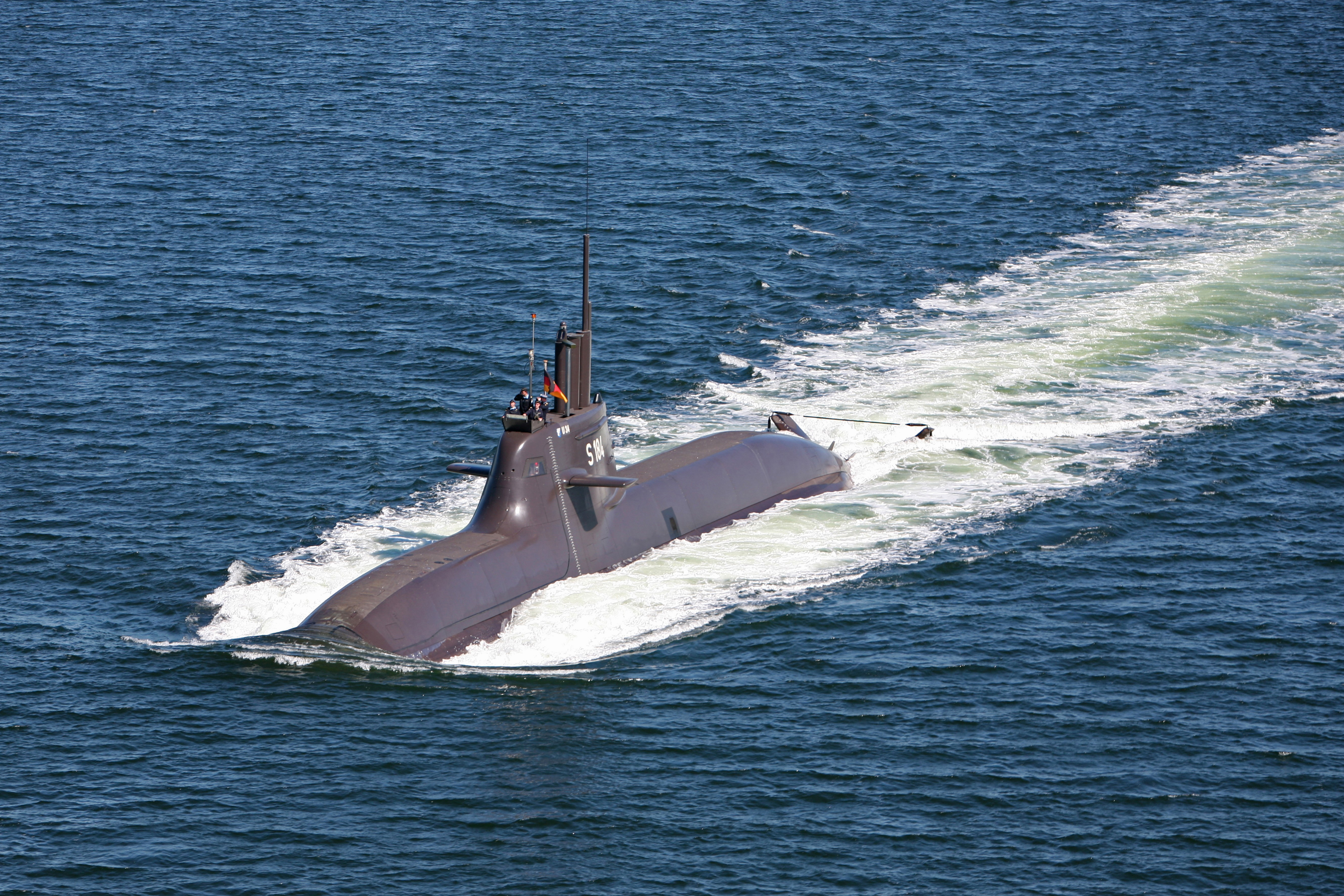
Un sottomarino convenzionale della nuova Deutsche Marine, lo U-34 della classe U-212, adottata anche dalla marina militare italiana con il nome di classe Salvatore Todaro dal nome del primo battello entrato in servizio

I mutuati scenari internazionali imposero un ruolo sostanzialmente minoritario alla Bundesmarine, essendo la Germania Ovest destinata a sostenere l'urto frontale del patto di Varsavia in un'eventuale e apocalittica invasione sovietica in quella che sarebbe stata una battaglia di terra, combattuta da fanteria e mezzi corazzati, e aerea, in cui si prevedeva anche l'uso di armi nucleari. Nel 1990, con la caduta del Muro di Berlino e la riunificazione della Germania, la Bundesmarine assorbì la Volksmarine e, nel 1995, prese il nome di Deutsche Marine. Con la fine della guerra fredda, la Deutsche Marine si è completamente integrata nella componente navale della NATO, partecipando alle operazioni di peacekeeping e anti-pirateria, nonché prestando il proprio soccorso in occasione di disastri naturali e fornendo aiuto umanitario.
Al 30 giugno 2018, il personale conta 15.931 ufficiali e marinai.

## Organizzazione

### Gradi
Ufficiali
| Codice NATO | OF-10           | OF-9        | OF-8          | OF-7              | OF-6            | OF-5             | OF-4             | OF-3                 | OF-2            | OF-2                 | OF-1             | OF-1                 | OF(D)                | OF(D)            | OF(D)            | OF(D)     | OF(D)     | OF(D) | Allievo ufficiale                | Allievo ufficiale                |
| ----------- | --------------- | ----------- | ------------- | ----------------- | --------------- | ---------------- | ---------------- | -------------------- | --------------- | -------------------- | ---------------- | -------------------- | -------------------- | ---------------- | ---------------- | --------- | --------- | ----- | -------------------------------- | -------------------------------- |
|             | non equivalente |             |               |                   |                 |                  |                  |                      |                 |                      |                  |                      |                      |                  |                  |           |           |       | Una stella indica essere cadetto | Una stella indica essere cadetto |
| Admiral     | non equivalente | Vizeadmiral | Konteradmiral | Flottillenadmiral | Kapitän zur See | Fregattenkapitän | Korvettenkapitän | Stabskapitänleutnant | Kapitänleutnant | Oberleutnant zur See | Leutnant zur See | Oberfähnrich zur See | Oberfähnrich zur See | Fähnrich zur See | Fähnrich zur See | Seekadett | Seekadett |       | Una stella indica essere cadetto | Una stella indica essere cadetto |

Sottufficiali e comuni
|                    |                    |                    |                    |                    |                    |                |                |                |                |               |               |               |           |           |           |          |      |               |               |          |          |                    |                    |                |                |                |               |           |           |         |         |  |
|                    |                    |                    |                    |                    |                    |                |                |                |                |               |               |               |           |           |           |          |      |               |               |          |          |                    |                    |                |                |                |               |           |           |         |         |  |
| Oberstabsbootsmann | Oberstabsbootsmann | Oberstabsbootsmann | Oberstabsbootsmann | Oberstabsbootsmann | Oberstabsbootsmann | Stabsbootsmann | Stabsbootsmann | Hauptbootsmann | Hauptbootsmann | Oberbootsmann | Oberbootsmann | Oberbootsmann | Bootsmann | Bootsmann | Bootsmann | Obermaat | Maat | Stabskorporal | Stabskorporal | Korporal | Korporal | Oberstabsgefreiter | Oberstabsgefreiter | Stabsgefreiter | Stabsgefreiter | Hauptgefreiter | Obergefreiter | Gefreiter | Gefreiter | Matrose | Matrose |  |

## Organizzazione della flotta

### La componente aerea

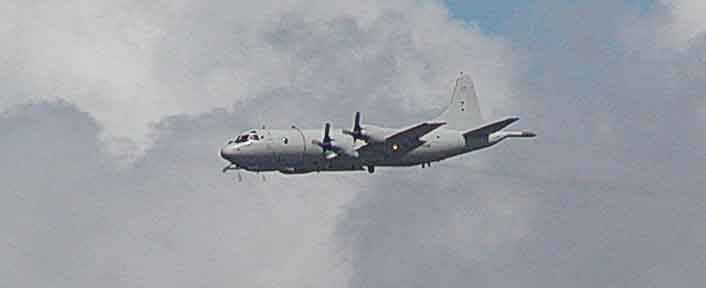
Un P-3C Orion

La Marineflieger, o per esteso Deutsche Marineflieger, è l'attuale componente aerea della Deutsche Marine, la marina militare tedesca.
Fondata nella seconda parte degli anni cinquanta, dopo la rifondazione della marina militare dell'allora Germania Ovest, la Bundesmarine, si compone di mezzi aerei ad ala fissa mobile con compiti di cooperazione e sorveglianza delle acque territoriali tedesche con le unità navali di superficie. La componente ad ala fissa è costituita da aerei da pattugliamento marittimo.

## Flotta

### Navi
| Sigla       | Nave                   | Immagine    | Tipo                            | Classe                                   | Dislocamento | Anno di entrata in servizio | Base          | Anno di prevista dismissione |
| sottomarini | sottomarini            | sottomarini | sottomarini                     | sottomarini                              | sottomarini  | sottomarini                 | sottomarini   | sottomarini                  |
| ----------- | ---------------------- | ----------- | ------------------------------- | ---------------------------------------- | ------------ | --------------------------- | ------------- | ---------------------------- |
| S181        | U 31                   |             | Sottomarini U-Boot              | U-Boote classe 212A                      | 1.450 t      | 2005                        | Eckernförde   |                              |
| S182        | U 32                   |             | Sottomarini U-Boot              | U-Boote classe 212A                      | 1.450 t      | 2005                        | Eckernförde   |                              |
| S183        | U 33                   |             | Sottomarini U-Boot              | U-Boote classe 212A                      | 1.450 t      | 2006                        | Eckernförde   |                              |
| S184        | U 34                   |             | Sottomarini U-Boot              | U-Boote classe 212A                      | 1.450 t      | 2007                        | Eckernförde   |                              |
| S185        | U 35                   |             | Sottomarini U-Boot              | U-Boote classe 212A                      | 1.450 t      | 2015                        | Eckernförde   |                              |
| S186        | U 36                   |             | Sottomarini U-Boot              | U-Boote classe 212A                      | 1.450 t      | 2016                        | Eckernförde   |                              |
| Fregate     |                        |             |                                 |                                          |              |                             |               |                              |
| F 215       | Brandenburg            |             | Fregata missilistica            | F123 Brandenburg-Klasse (123)            | 4.700 t      | 1994                        | Wilhelmshaven |                              |
| F 216       | Schleswig-Holstein     |             | Fregata missilistica            | F123 Brandenburg-Klasse (123)            | 4.700 t      | 1995                        | Wilhelmshaven |                              |
| F 217       | Bayern                 |             | Fregata missilistica            | F123 Brandenburg-Klasse (123)            | 4.700 t      | 1996                        | Wilhelmshaven |                              |
| F 218       | Mecklenburg-Vorpommern |             | Fregata missilistica            | F123 Brandenburg-Klasse (123)            | 4.700 t      | 1996                        | Wilhelmshaven |                              |
| F 219       | Sachsen                |             | Fregata missilistica Multiruolo | F124 Sachsen-Klasse (124)                | 5.800 t      | 2003                        | Wilhelmshaven |                              |
| F 220       | Hamburg                |             | Fregata missilistica Multiruolo | F124 Sachsen-Klasse (124)                | 5.800 t      | 2004                        | Wilhelmshaven |                              |
| F 221       | Hessen                 |             | Fregata missilistica Multiruolo | F124 Sachsen-Klasse (124)                | 5.800 t      | 2006                        | Wilhelmshaven |                              |
| F 222       | Baden-Württemberg      |             | Fregata missilistica            | F 125 Baden-Württemberg-Klasse (125)     | 7.200 t      | 2019                        | Wilhelmshaven |                              |
| F 223       | Nordrhein-Westfalen    |             | Fregata missilistica            | F 125 Baden-Württemberg-Klasse (125)     | 7.200 t      | 2020                        | Wilhelmshaven |                              |
| F 224       | Sachsen-Anhal          |             | Fregata missilistica            | F 125 Baden-Württemberg-Klasse (125)     | 7.200 t      | 2021                        | Wilhelmshaven |                              |
| F 225       | Rheinland-Pfalz        |             | Fregata missilistica            | F 125 Baden-Württemberg-Klasse (125)     | 7.200 t      | 2022                        | Wilhelmshaven |                              |
| corvette    |                        |             |                                 |                                          |              |                             |               |                              |
| F260        | Braunschweig           |             | Corvette                        | K130 Braunschweig-Klasse (130)           | 1.840 t      | 2008                        | Wilhelmshaven |                              |
| F 261       | Magdeburg              |             | Corvette                        | K130 Braunschweig-Klasse (130)           | 1.840 t      | 2008                        | Wilhelmshaven |                              |
| F 262       | Erfurt                 |             | Corvette                        | K130 Braunschweig-Klasse (130)           | 1.840 t      | 2013                        | Wilhelmshaven |                              |
| F 263       | Oldenburg              |             | Corvette                        | K130 Braunschweig-Klasse (130)           | 1.840 t      | 2013                        | Wilhelmshaven |                              |
| F 264       | Ludwigshafen am Rhein  |             | Corvette                        | K130 Braunschweig-Klasse (130)           | 1.840 t      | 2013                        | Wilhelmshaven |                              |
| cacciamine  |                        |             |                                 |                                          |              |                             |               |                              |
| M 1058      | Fulda                  |             | Cacciamine                      | Minenjagdboote Frankenthal-Klasse (332)  | 650 t        | 1998                        | Kiel          |                              |
| M 1059      | Weilheim               |             | Cacciamine                      | Minenjagdboote Frankenthal-Klasse (332)  | 650 t        | 1998                        | Kiel          |                              |
| M 1061      | Rottweil               |             | Cacciamine                      | Minenjagdboote Frankenthal-Klasse (332B) | 650 t        | 2008                        | Kiel          |                              |
| M 1062      | Sulzbach‑Rosenberg     |             | Cacciamine                      | Minenjagdboote Frankenthal-Klasse (332)  | 650 t        | 1996                        | Kiel          |                              |
| M 1063      | Bad Bevensen           |             | Cacciamine                      | Minenjagdboote Frankenthal-Klasse (332)  | 650 t        | 1993                        | Kiel          |                              |
| M 1064      | Grömitz                |             | Cacciamine                      | Minenjagdboote Frankenthal-Klasse (332)  | 650 t        | 1994                        | Kiel          |                              |
| M 1065      | Dillingen              |             | Cacciamine                      | Minenjagdboote Frankenthal-Klasse (332)  | 650 t        | 1995                        | Kiel          |                              |
| M 1067      | Bad Rappenau           |             | Cacciamine                      | Minenjagdboote Frankenthal-Klasse (332B) | 650 t        | 2013                        | Kiel          |                              |
| M 1068      | Datteln                |             | Cacciamine                      | Minenjagdboote Frankenthal-Klasse (332)  | 650 t        | 1994                        | Kiel          |                              |
| M 1069      | Homburg                |             | Cacciamine                      | Minenjagdboote Frankenthal-Klasse (332)  | 650 t        | 1995                        | Kiel          |                              |
| M 1090      | Pegnitz                |             | Cacciamine                      | Hohlstablenkboote Ensdorf-Klasse (352)   | 635–650 t.   | 1999/2001                   | Kiel          |                              |
| M 1098      | Siegburg               |             | Cacciamine                      | Hohlstablenkboote Ensdorf-Klasse (352)   | 635–650 t    | 1999/2001                   | Kiel          |                              |

### Navi ausiliarie
| Sigla                        | Nave                                              | Immagine                     | Tipo                         | Classe                                      | Dislocamento                 | Anno di entrata in servizio  | Base                           | Anno di prevista dismissione |
| Navi rifornimento di squadra | Navi rifornimento di squadra                      | Navi rifornimento di squadra | Navi rifornimento di squadra | Navi rifornimento di squadra                | Navi rifornimento di squadra | Navi rifornimento di squadra | Navi rifornimento di squadra   | Navi rifornimento di squadra |
| ---------------------------- | ------------------------------------------------- | ---------------------------- | ---------------------------- | ------------------------------------------- | ---------------------------- | ---------------------------- | ------------------------------ | ---------------------------- |
| A1411                        | Berlin                                            |                              | Rifornitore di Squadra       | Einsatzgruppenversorger Berlin-Klasse (702) | 20.240 t                     | 2001                         | Wilhelmshaven                  |                              |
| A1412                        | Frankfurt am Main                                 |                              | Rifornitore di Squadra       | Einsatzgruppenversorger Berlin-Klasse (702) | 20.240 t                     | 2002                         | Wilhelmshaven                  |                              |
| A1413                        | Bonn                                              |                              | Rifornitore di Squadra       | Einsatzgruppenversorger Berlin-Klasse (702) | 20.240 t                     | 2013                         | Wilhelmshaven                  |                              |
| Nave trasporto gasolio       |                                                   |                              |                              |                                             |                              |                              |                                |                              |
| A 1442                       | Spessart (ex Okapi)                               |                              | Nave trasporto gasolio       | Betriebsstofftransporter RHÖN-Klasse (704)  | 14.396 t                     | 1977                         | Kiel                           |                              |
| A 1443                       | Rhön (ex Okene)                                   |                              | Nave trasporto gasolio       | Betriebsstofftransporter RHÖN-Klasse (704)  | 14.396 t                     | 1977                         | Wilhelmshaven                  |                              |
| Navi da rifornimento/Tender  |                                                   |                              |                              |                                             |                              |                              |                                |                              |
| A511                         | Elbe                                              |                              | Nave da rifornimento         | Tender Elbe-Klasse (404)                    | 3.586 t                      | 1993                         | Warnemünde                     |                              |
| 'A512                        | Mosel                                             |                              | Nave da rifornimento         | Tender Elbe-Klasse (404)                    | 3.586 t                      | 1993                         | Kiel                           |                              |
| A513                         | Rhein                                             |                              | Nave da rifornimento         | Tender Elbe-Klasse (404)                    | 3.586 t                      | 1993                         | Kiel                           |                              |
| A514                         | Werra                                             |                              | Nave da rifornimento         | Tender Elbe-Klasse (404)                    | 3.586 t                      | 1993                         | Kiel                           |                              |
| A515                         | Main                                              |                              | Nave da rifornimento         | Tender Elbe-Klasse (404)                    | 3.586 t                      | 1994                         | Eckernförde                    |                              |
| A516                         | Donau                                             |                              | Nave da rifornimento         | Tender Elbe-Klasse (404)                    | 3.586 t                      | 1994                         | Warnemünde                     |                              |
| Nave scuola                  |                                                   |                              |                              |                                             |                              |                              |                                |                              |
| A60                          | Gorch Fock                                        |                              | Nave scuola                  | Classe 441/441A                             | 1760 t                       | 1958                         | Kiel                           |                              |
| Rimorchiatore costiero       |                                                   |                              |                              |                                             |                              |                              |                                |                              |
| Y812                         | Lütje Hörn                                        |                              | Rimorchiatore costiero       | Nordstrand-Klasse (725B)                    |                              | 1990                         |                                |                              |
| Y814                         | Knechtsand                                        |                              | Rimorchiatore costiero       | Nordstrand-Klasse (725B)                    |                              | 1990                         |                                |                              |
| Y815                         | Scharhörn                                         |                              | Rimorchiatore costiero       | Nordstrand-Klasse (725B)                    |                              | 1990                         |                                |                              |
| Y816                         | Vogelsand                                         |                              | Rimorchiatore costiero       | Nordstrand-Klasse (725A)                    |                              | 1987                         |                                |                              |
| Y817                         | Nordstrand                                        |                              | Rimorchiatore costiero       | Nordstrand-Klasse (725A)                    |                              | 1987                         |                                |                              |
| Y819                         | Langeness                                         |                              | Rimorchiatore costiero       | Nordstrand-Klasse (725A)                    |                              | 1987                         |                                |                              |
| Rimorchiatore d'altura       |                                                   |                              |                              |                                             |                              |                              |                                |                              |
|                              | Rügen (ex Rota Endurance) (ex Highland Endurance) |                              | Rimorchiatore d'altura       | UT722L                                      | 2760                         | 2003                         |                                |                              |
|                              | Borkum (ex Britoil Guardian) (ex Coral Guardian)  |                              | Rimorchiatore d'altura       |                                             |                              | 2022                         |                                |                              |
| Navi da ricognizione         |                                                   |                              |                              |                                             |                              |                              |                                |                              |
| A50                          | Alster                                            |                              |                              | Flottendienstboote Oste-Klasse (423)        | 3.200 t                      | 1989                         | Eckernförde Schleswig-Holstein |                              |
| A52                          | Oste                                              |                              |                              | Flottendienstboote Oste-Klasse (423)        | 3.200 t                      | 1988                         | Eckernförde Schleswig-Holstein |                              |
| A53                          | Oker                                              |                              |                              | Flottendienstboote Oste-Klasse (423)        | 3.200 t                      | 1988                         | Eckernförde Schleswig-Holstein |                              |

## Unità navali disarmate
- Fregata

- F122 Bremen-Klasse (122)

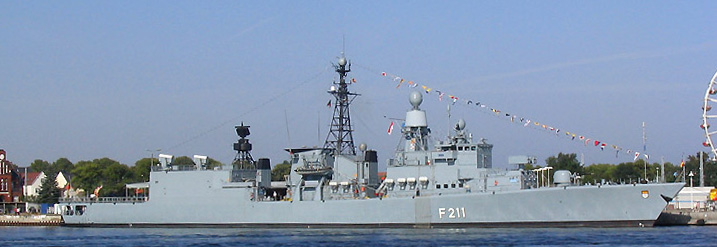
Fregata Köln

  - dismesse 8 su 8(F-207 Bremen, F-208 Niedersachsen, F-209 Rheinland-Pfalz, F-210 Emden, F-211 Köln, F-212	Karlsruhe F-213 Augsburg e F-214 Lübeck.
- Pattugliatore

- Unità litoranee di attacco veloce e motocannoniera missilistica

- Classe Tiger (pattugliatore)

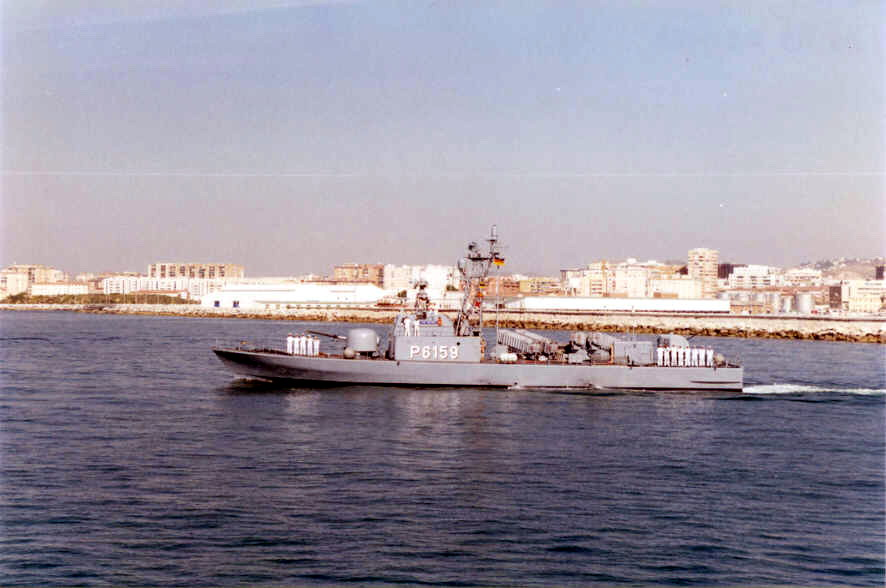
S 59 Reiher

  - dismesse 20 su 20 tra il 1997 e il 2002 (S 41 Tiger, S 43	Luchs, S 49 Wolf, S 53 Pelikan, S 54 Elster, S 60 Kranich venduti al Cile. La S 42 Iltis, S 44 Marder,	S 45 Leopard, S 47 Jaguar, S 51 Häher e S 52 Storch venduti alla Grecia. La S 46 Fuchs, S 48 Löwe, S 55 Alk, S 56 Dommel e S 57 Weihe venduti all'Egitto. La S 50 Panther, S 58 Pinguin e S 59 Reiher radiati nel 2003).

- Classe Gepard (pattugliatore)

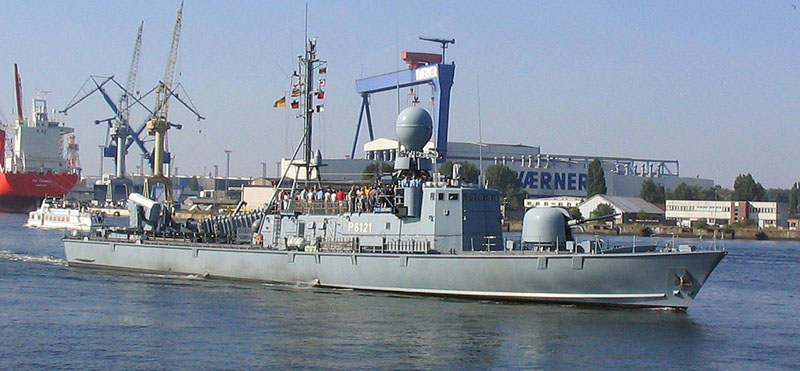
S71	Gepard

  - dismesse 10 su 10 tra il 2012 e il 2016 (S71 Gepard dal 18 giugno 2016 nave museo a Wilhelmshaven, S72 Puma, S73	Hermelin, S74 Nerz, S75	Zobel, S76 Frettchen, S77	Dachs, S78 Ozelot, S79 Wiesel, S80 Hyäne).

- Classe Albatros (pattugliatore)

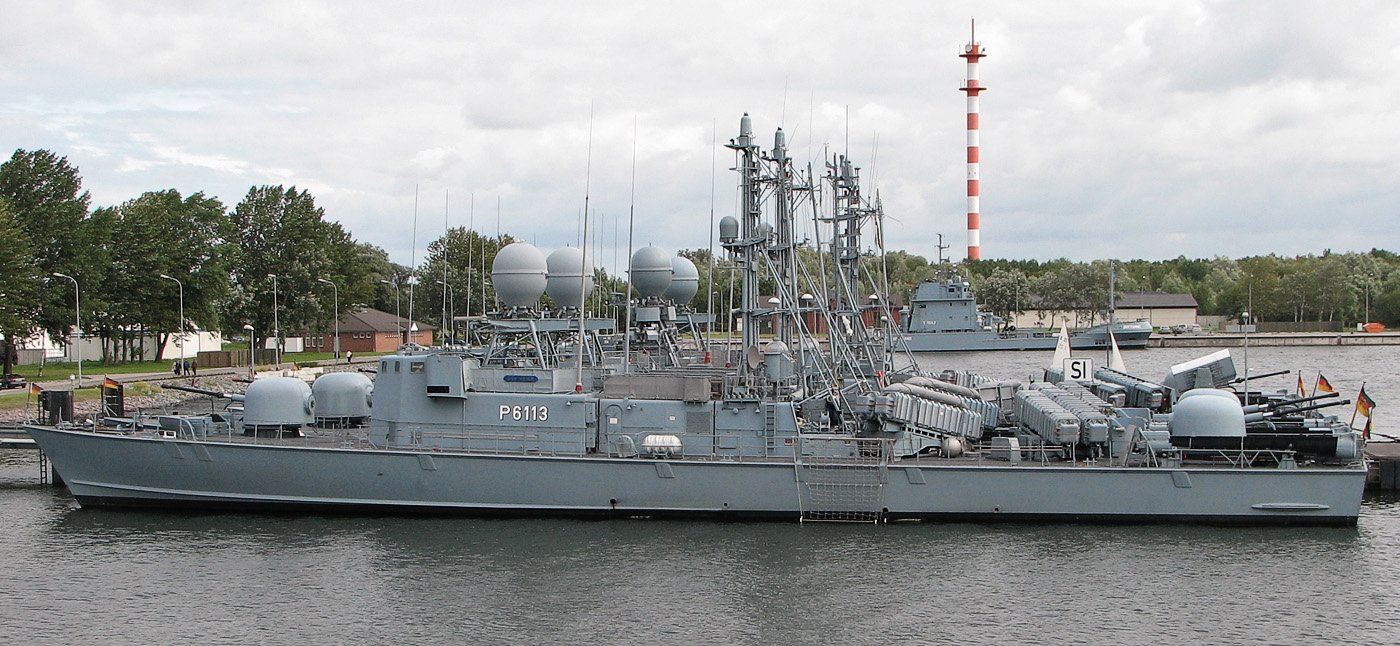
S63	Geier

  - dismesse 10 su 10 (S61 Albatros e S64 Bussard vendute al Ghana nel 2010. La S63 Geier, S65 Sperber, S66 Greif, S68 Seeadler, S69 Habicht, S70 Kormoran vendute alla Tunisia. La S67 Kondor e la S62 Falke smantellate nell'arsenale di Wilhelmshaven.
- Cacciamine
  - dismesse 2 su 12 Minentauchereinsatzboot Frankenthal-Klasse (332), altri 2 convertiti in 332B
- Navi d'appoggio
  - 2 Betriebsstofftransporter Walchensee-Klasse (703)
  - 2 Mehrzwecklandungsboote Barbe-Klasse (520)

## Stazioni radio
- DHO38
- DHJ58
- DHJ59

## Unità navali in costruzione
- La Germania ha in programma la costruzione di 4 Fregate multimissione MK-180 da 155 m e circa 9.000 t, che dovrebbero entrare in servizio dopo il 2022.[7]
- La Germania ha in programma la costruzione di ulteriori 5 corvette tipo K130 Braunschweig-Klasse (130), 2 navi da consegnarsi nel 2019 e le altre 3 entro il 2023.

### Ulteriori progetti
- Con l'entrata in servizio delle Fregate tipo F-125, MK-180 e le corvette K130 Braunschweig-Klasse (130) la Deutsche Marine avrà in servizio 15 navi militari di prima linea, 10 corvette e 6 sottomarini.

## Operazioni

### Operazioni correnti
Tra le operazioni correnti troviamo la lotta alla pirateria nelle acque della Somalia, attuata tramite la Combined Task Force 150 e la operazione Atalanta dell'Unione europea, alla quale ha partecipato la fregata Karlsruhe.

### Contributi NATO
La Deutsche Marine partecipa a programmi ed esercitazioni NATO. Tra questi, la STANAVFORMED, ex NAVOCFORMED, formazione navale che opera stabilmente nel mar Mediterraneo con un'unità per ciascun paese partecipante, e il comando a rotazione tra i partecipanti.